# Zitti e buoni
Zitti e buoni (ang. Shut Up and Behave) – singel włoskiego zespołu muzycznego Måneskin. Utwór napisali członkowie zespołu: Damiano David, Ethan Torchio, Thomas Raggi oraz Victoria De Angelis, a jego produkcją zajął się Fabrizio Ferraguzzo. W 2021 roku kompozycja wygrała Festiwal Piosenki Włoskiej w San Remo oraz 65. Konkurs Piosenki Eurowizji w Rotterdamie. Na portalu Rate Your Music sklasyfikowano go jako reprezentujący m.in. podgatunki hard rock i rap rock.

## Historia utworu
Pierwsza balladowa wersja utworu została napisana w 2016 roku, jednak praca nad nim w kolejnych latach spowodowała zmianę jego brzmienia na rockową. Jak podkreślali muzyczni krytycy, tekst utworu stanowi krytykę skierowaną do pokoleń dorosłych, którzy nie rozumieją i nie cenią młodszego pokolenia – i z tego względu zespół apeluje do młodzieży, by zawsze byli najprawdziwszą wersją siebie. Według NME, „lirycznie piosenka porusza tematy kwestionowania uprzedzeń i znalezienia odkupienia – idei, które leżą u podstaw Måneskin i ich ogólnego przesłania”. Z kolei na portalu Wiwibloggs napisano, iż jest to „manifest dla tych, którzy chcą iść naprzód, ceniąc swoją wyjątkowość”. 7 maja 2021 na kanale YouTube Konkursu Piosenki Eurowizji pojawiła się akustyczna wersja utworu.

## Konkurs Piosenki Eurowizji
22 maja 2021 zespół, reprezentując Włochy, wystąpił jako 24. w kolejności w finale 65. Konkursu Piosenki Eurowizji w Rotterdamie i zdobył 524 punkty, w tym 206 od jury oraz 318 od widzów, tym samym zajmując w ich głosowaniu pierwsze miejsce i pokonując drugą Francję oraz trzecią Szwajcarię.

## Teledysk
Teledysk do utworu został wyreżyserowany przez Simone Peluso, a jego premiera odbyła się 3 marca 2021 na kanale YouTube zespołu Måneskin. Do 30 maja 2021 wideo zgromadziło na oficjalnym kanale zespołu 32,4 mln wyświetleń, a dodatkowe 7,6 mln wyświetleń na kanale Konkursu Piosenki Eurowizji.

## Notowania i certyfikaty
| Kraj              | Lista (2021)                           | Najwyższe miejsce |
| ----------------- | -------------------------------------- | ----------------- |
| Austria           | Ö3 Austria Top 40                      | 2                 |
| Belgia            | Ultratop 50 Singles (Flandria)         | 2                 |
| Belgia            | Ultratop 50 Singles (Walonia)          | 43                |
| Bułgaria          | Top 20 Singles                         | 7                 |
| Chorwacja         | ARC 100                                | 3                 |
| Czechy            | Singles Digitál – Top 100              | 6                 |
| Dania             | Track Top-40                           | 18                |
| Unia Europejska   | Euro Digital Song Sales (Billboard)    | 2                 |
| Finlandia         | Suomen virallinen lista                | 1                 |
| Francja           | SNEP                                   | 107               |
| Grecja            | Top 100 Airplay                        | 1                 |
| Hiszpania         | Top 100 Songs Weekly                   | 16                |
| Holandia          | Dutch Top 40                           | 24                |
| Holandia          | Single Top 100                         | 1                 |
| Irlandia          | Top 100 Singles                        | 12                |
| Islandia          | Tónlist                                | 9                 |
| Islandia          | RÚV                                    | 8                 |
| Izrael            | Media Forest                           | 11                |
| Litwa             | Singlų Top 100                         | 1                 |
| Łotwa             | Top 40 – pieci.lv                      | 12                |
| Niemcy            | Top 100 Singles                        | 9                 |
| Norwegia          | VG-lista                               | 2                 |
| Nowa Zelandia     | NZ Hot Singles 40                      | 26                |
| Peru              | UNIMPRO                                | 407               |
| Polska            | Antyradio – Turbo Top                  | 1                 |
| Portugalia        | AFP                                    | 4                 |
| Rosja             | TopHit Top YouTube Hits Weekly         | 38                |
| San Marino        | Top 50 Singles                         | 21                |
| Słowacja          | Singles Digitál – Top 100              | 8                 |
| Słowenia          | SloTop50                               | 33                |
| Stany Zjednoczone | Global 200                             | 22                |
| Stany Zjednoczone | Billboard Global Excl. US              | 10                |
| Stany Zjednoczone | US Hot Hard Rock Songs                 | 23                |
| Stany Zjednoczone | US World Digital Song Sales            | 7                 |
| Szwecja           | Sverigetopplistan                      | 1                 |
| Szwajcaria        | Singles Top 100                        | 2                 |
| Ukraina           | TopHit Top YouTube Hits Weekly         | 9                 |
| Ukraina           | TopHit Top Radio & YouTube Hits Weekly | 16                |
| Wielka Brytania   | UK Singles Chart                       | 17                |
| Wielka Brytania   | Rock & Metal Singles Chart Top 40      | 1                 |
| Węgry             | Stream Top 40                          | 6                 |
| Węgry             | Single Top 40                          | 34                |
| Włochy            | Top 100 Airplay                        | 2                 |

| Kraj                          | Certyfikat         |
| ----------------------------- | ------------------ |
| Finlandia (Musiikkituottajat) | platynowa płyta    |
| Hiszpania (Promusicae)        | złota płyta        |
| Holandia (NVPI)               | złota płyta        |
| Grecja (IFPI Greece)          | platynowa płyta    |
| Irlandia (IRMA)               | platynowa płyta    |
| Norwegia (IFPI Norge)         | złota płyta        |
| Polska (ZPAV)                 | 2x platynowa płyta |
| Portugalia (AFP)              | złota płyta        |
| Rosja (InterMedia)            | 5× platynowa płyta |
| Szwajcaria (IFPI Schweiz)     | złota płyta        |
| Szwecja (GLF)                 | złota płyta        |
| Turcja (IFPI Turkey)          | złota płyta        |
| Włochy (FIMI)                 | 4× platynowa płyta |